# Conception (曲)
「Conception」（コンセプション）は、2011年11月にリリースされたDEAD ENDの通算4枚目のシングルである。発売元はmotorod。

## 解説
3か月連続リリースの第1作。3作ともそれぞれテーマが決められており、本作のテーマは「近親相姦」である。
初回限定盤は7インチシングルサイズの特殊ジャケットで、タイトル曲のPVを収録したDVDつき。さらにインディーズ時代のステッカーが2枚復刻された。

## 批評
『CDジャーナル』では、「強力なリフが全編に鳴り響くファスト・ナンバーで、ベテランならではの貫禄と新章の幕開けを感じさせてくれる」と批評した。

## 収録曲
CD
1. Conception (4分53秒)
  - 作詞・作曲:MORRIE・YOU
2. Kiss Me (4分19秒)
  - 作詞・作曲:MORRIE・YOU

リリースに先行してライヴで演奏された。

DVD (初回限定盤のみ)
1. Conception MUSIC CLIP